# Rat für deutsche Rechtschreibung
Der Rat für deutsche Rechtschreibung (Rechtschreibrat, Rat, selten als RfdR abgekürzt) ist seit Dezember 2004 die Regulierungsinstitution der Rechtschreibung des Standardhochdeutschen. Er wurde von Deutschland, Österreich, der Schweiz, Südtirol, Liechtenstein und der Deutschsprachigen Gemeinschaft Belgiens mit dieser Aufgabe betraut.

## Auftrag
Auf der Website des Rats für deutsche Rechtschreibung wird der Auftrag wie folgt beschrieben: „Der Rat für deutsche Rechtschreibung ist ein zwischenstaatliches Gremium, das von den staatlichen Stellen damit betraut wurde, die Einheitlichkeit der Rechtschreibung im deutschen Sprachraum zu bewahren und die Rechtschreibung auf der Grundlage des orthografischen Regelwerks im unerlässlichen Umfang weiterzuentwickeln.
Der Rat ist somit die maßgebende Instanz in Fragen der deutschen Rechtschreibung und gibt mit dem amtlichen Regelwerk das Referenzwerk für die deutsche Rechtschreibung heraus.“
Die Beobachtung der Schreibentwicklung erfolgt durch die Arbeitsgruppe Korpus, hierfür wurden Ressourcen aufgebaut. Die Korpora und Wörterbuch-Substanzen verschiedener Institutionen (IDS, Duden, Wahrig, Austrian Media Corpus der ÖAW, ÖWB) werden als Referenzwerke genutzt, um strittige Fälle zu klären. Für spezifische Fragen wurden in den letzten Jahren u. a. ein Korpus von Rechtschreibwörterbüchern der Primar- und Sekundarstufe sowie ein Korpus von Werbetexten aufgebaut.

## Geschichte

### Entstehung
Am 1. Juli 1996 hatten sich sechs Staaten und zwei Landesteile auf die Neuregelung der deutschen Rechtschreibung ab 1. August 1998 geeinigt. Eine Übergangszeit sollte bis zum 31. Juli 2005 gelten. Diese Reform der deutschen Rechtschreibung wurde bis 2004 von der Zwischenstaatlichen Kommission für deutsche Rechtschreibung umgesetzt und begleitet, diese Kommission sollte aber 2005 auslaufen.
Besonders im Sommer 2004 war es wiederum zu einer hitzigen Debatte über den Sinn der Rechtschreibreform gekommen, in der sich z. B. der damalige Ministerpräsident des Landes Niedersachsen, Christian Wulff, und mehrere Publizisten (Stefan Aust vom Spiegel-Verlag, Mathias Döpfner vom Axel-Springer-Verlag) öffentlich für die Rückkehr zur traditionellen Rechtschreibung ausgesprochen hatten.
Die deutsche Kultusministerkonferenz schlug daraufhin Anfang Juni 2004 vor, einen Rat für die deutsche Rechtschreibung einzusetzen. Dieser solle die Aufgaben der Zwischenstaatlichen Kommission übernehmen und auch die Kritiker der Rechtschreibreform miteinbinden. Über den Vorschlag diskutierten am 23. August 2004 Vertreter Österreichs, der Schweiz und Deutschlands im Rahmen eines Treffens auf Beamtenebene in Wien. Am 27. September stimmte die österreichische Bildungsministerin Elisabeth Gehrer dem Vorschlag offiziell zu, die deutsche Kultusministerkonferenz traf ihren Beschluss am 16. Oktober.
Gründungsmitglieder waren in Deutschland unter anderem Ludwig M. Eichinger und Norbert Richard Wolf vom Institut für Deutsche Sprache, Matthias Wermke von der Dudenredaktion, Ulrike Kaiser vom Deutschen Journalistenverband, Rudolf Hoberg von der Gesellschaft für Deutsche Sprache, Edmund Jacoby für den Börsenverein des Deutschen Buchhandels, Werner Besch für die Union deutscher Akademien der Wissenschaften, Ludwig Eckinger für den Deutschen Beamtenbund und Gewerkschaftsbund und Wolfgang Fürstner für den Verband deutscher Zeitschriftenverleger. Aus der Schweiz gehörten Horst Sitta und Peter Gallmann zu den Gründungsmitgliedern. Aus Österreich ernannt wurden unter anderem der Schriftsteller Ludwig Laher, der Journalist Hans Haider, die Germanisten Karl Blüml und Richard Schrodt, ÖWB-Redakteurin Ulrike Steiner und der ehemalige Unterrichtsminister Helmut Zilk.
Dem Rat gehören sowohl Befürworter als auch Kritiker der Rechtschreibreform an. In der Pressemitteilung der deutschen Kultusministerkonferenz vom 15. Oktober 2004 hatte deren damalige Präsidentin Doris Ahnen ausdrücklich betont, der Rat werde „in seiner Zusammensetzung durch ein hohes Maß an Pluralität“ gekennzeichnet sein, und er sei „ein faires Angebot insbesondere an die Kritikerinnen und Kritiker“. Die schreibreformkritischen Organisationen P.E.N. und Akademie für Deutsche Sprache erklärten sich erst im März 2005 bereit, im Rat mitzuarbeiten.
Der strikte Reformgegner Theodor Ickler – Vertreter des P.E.N. im Rat – verließ den Rat im Februar 2006.

### Korrekturvorschläge
Zu den inhaltlichen Einzelheiten: → Neuerungen der deutschen Rechtschreibreform von 1996
Im April 2005 hatte der Rat erste Vorschläge zur Korrektur der Rechtschreibreform veröffentlicht, die sich mit der Getrennt- und Zusammenschreibung befassten. So sollen z. B. wieder mehr Verben oder Verben in Kombination mit Adjektiven zusammengeschrieben werden, die zusammen eine andere Bedeutung haben als isoliert. Zum Beispiel: gemäß der Reform von 1996 „heilig sprechen“, laut den Vorschlägen „heiligsprechen“. Auch „kennen lernen“ kann demnach wieder zusammengeschrieben werden. Die mit der Reform eingeführte Schreibweise „Leid tun“ wurde hingegen gestrichen, seitdem gilt allein die Schreibweise „leidtun“, die im Jahre 2004 als Variante eingeführt worden war. Die vor der Reform übliche Schreibweise „leid tun“ soll weiterhin als falsch gelten. Hans Zehetmairs Ankündigung, „krankschreiben“ solle „wieder zusammengeschrieben werden“, ist jedoch dahingehend falsch, als dass „krankschreiben“ erst seit der Reform von 1996 zusammengeschrieben werden soll (traditionelle Rechtschreibung: „krank schreiben“). In diesem Fall wird die reformierte Schreibweise beibehalten.
Am 12. April 2005 wurde bekanntgegeben, dass nur „unstrittige“ Teile der Reform laut Beschluss der Kultusministerkonferenz wie geplant zum 1. August 2005 in bundesdeutschen Schulen und Behörden verbindlich werden sollten, um Schüler und Lehrer nicht unnötig zu verunsichern. Hierzu gehören unter anderem die Schreibung von Doppel-s (ss) und Eszett (ß) gemäß der heyseschen s-Schreibung – zum Beispiel dass anstelle von daß –, die Regelung zum Zusammentreffen dreier gleicher Konsonanten, die Bindestrich-Schreibung, die Groß- und Kleinschreibung sowie die Fremdwortschreibung. Bayern und Nordrhein-Westfalen kündigten jedoch an, sich nicht an diesen Beschluss zu halten, obwohl sie ihn selbst mitgetragen hatten. So haben bis zum August 2006 in diesen beiden Bundesländern weiterhin die Übergangsregelungen gegolten.
Am 4. Juni 2005 verabschiedete der Rat seinen Vorschlag zur Revision der Getrennt- und Zusammenschreibung, der den Usus der traditionellen Rechtschreibung weitgehend wiederherstellen sollte.
Am 25. November 2005 erfolgten schließlich auch Vorschläge des Rates zur Worttrennung am Zeilenende und zur Zeichensetzung, die die ursprünglichen Reformregeln von 1996 teilweise rückgängig machten. So wurde bei der Worttrennung am Zeilenende aus ästhetischen Gründen die Möglichkeit gestrichen, Einzelvokale am Wortanfang oder -ende abzutrennen (A-bend, Bi-o); andererseits wird ck weiterhin so behandelt wie ch und sch (Bä-cker, la-chen, wa-schen), also weiterhin nicht mehr k-k getrennt (Bäk-ker). Bei der Zeichensetzung beschloss man unter anderem, dass zwischen selbstständigen Sätzen, die z. B. mit und oder oder verbunden sind, weiterhin ein Komma zur Gliederung des Satzes gesetzt werden darf, nicht mehr jedoch zwischen solchen Nebensätzen. Auch bei Infinitivgruppen ist die Kommasetzung nicht mehr generell freigestellt (Beispiel: Ich benutze die Wikipedia, um mich zu informieren; dieses Komma muss gesetzt werden).
Am 3. Februar 2006 legte der Rat Korrekturvorschläge zum Thema Groß- und Kleinschreibung vor. So soll beispielsweise die Großschreibung von „Du“ in Briefen sowie von Verbindungen des Typs „Schwarzes Brett“ und „Erste Hilfe“ wieder zulässig sein. Die mit der Reform von 1996 eingeführten Schreibweisen „Pleite gehen“ und „Bankrott gehen“ sollen nun „pleitegehen“ und „bankrottgehen“ geschrieben werden, während man vor der Reform „pleite gehen“ und „bankrott gehen“ schrieb. Die mit der Reform von 1996 eingeführte Großschreibung von Tageszeiten wie „heute Morgen“ und „morgen Abend“ soll beibehalten werden.
Ende März 2006 nahmen die Ministerpräsidenten der 16 deutschen Bundesländer alle bisherigen Korrekturvorschläge des Rats zu den verschiedenen Gebieten der Rechtschreibung einstimmig an, sie traten zum 1. August 2006 in Deutschland in Kraft. Die Schweiz kündigte an, bei der ursprünglichen Reform zu bleiben, beschloss am 22. Juni jedoch ebenfalls ein Inkrafttreten mit August sowie eine Übergangsfrist bis Ende Juli 2009. Österreichs Bildungsministerin kündigte an, sich den Korrekturvorschlägen per 1. August 2005 anzuschließen, während die oppositionelle SPÖ eine Komplettabschaffung des ß wie in der Schweiz forderte. In Österreich galt bis 2007 eine Übergangsfrist, während jener Schreibweisen sowohl nach der ursprünglichen Reform als auch der reformierten Reform zulässig waren.
Am 22. Juni 2007 traf sich der Rechtschreibrat zu seiner zehnten Sitzung. Es wurden keine Änderungen am Regelwerk beschlossen. Nach Einschätzung des Vorsitzenden des Rates Zehetmair war die Rechtschreibreform nun nach der weitgehenden Übernahme des Regelwerks durch die FAZ auch bei den Printmedien „eingetütet“. Für die nächste Sitzung war u. a. die Überprüfung der Laut-Buchstaben-Zuordnung (z. B. Gemse) geplant.
In der ersten Arbeitsperiode des Rates stießen Vertreter Südtirols und Liechtensteins zu den Ratsmitgliedern hinzu; in der zweiten Periode wurde ein Vertreter der deutschen Gemeinschaft in Belgien mit Sitz und Stimme aufgenommen.
Seitdem das modifizierte amtliche Regelwerk 2006 in Kraft trat, beobachtet der Rat den Schreibgebrauch und legte im Dezember 2010 seinen zweiten Bericht vor. In dem Bericht warf der Rat die Frage auf, welchen Status Empfehlungen des Rats haben, die das Regelwerk nicht verändern, sondern nur anpassen sollen. Diese Frage stelle sich nicht zuletzt beim Wörterverzeichnis. Daraufhin wurden die Statuten des Rats verändert und dieser zu eigenständigen kleineren Änderungen des amtlichen Wörterverzeichnisses berechtigt. Auch die Kultusministerkonferenz Deutschlands stimmte der Statutenänderung zu.
So konnten die im Bericht vorgeschlagenen Anpassungen einiger weniger Fremdwortschreibweisen direkt eingearbeitet werden und sind verbindlich. Die folgenden Wörter wurden gestrichen: Butike, Fassette, Kabrio[lett], Katarr, Krem, Kreme, Kupee, Maffia, Maläse, Mohär, Myrre, Scharm, scharmant, Schikoree, Schose, Sketsch, Sutane, transchieren. Die folgenden Wörter wurden hinzugefügt: Caprice, Clementine, Crème, Schmand.
Der Ende 2016 vorgelegte dritte Bericht forderte unter anderem die Einführung eines Großbuchstabens für das „ß“. Seit dem 29. Juni 2017 ist das ẞ Bestandteil der amtlichen deutschen Rechtschreibung.
Am 26. März 2021 hat sich der Rat mit dem Gendersternchen befasst und „die Aufnahme von Asterisk (,Gender-Stern‘), Unterstrich (,Gender-Gap‘), Doppelpunkt oder anderen verkürzten Formen zur Kennzeichnung mehrgeschlechtlicher Bezeichnungen im Wortinnern in das Amtliche Regelwerk der deutschen Rechtschreibung zu diesem Zeitpunkt nicht empfohlen“. Der Rat erkennt an, „dass allen Menschen mit geschlechtergerechter Sprache begegnet werden soll und sie sensibel angesprochen werden sollen“, gibt jedoch zu bedenken, dies sei „eine gesellschaftliche und gesellschaftspolitische Aufgabe, die nicht allein mit orthografischen Regeln und Änderungen der Rechtschreibung gelöst werden kann“. Hinsichtlich einer im Hochschulbereich anzutreffenden Praxis traf der Rat folgende Feststellung: „Für den Hochschulbereich erscheint fraglich, ob die Forderung einer ,gegenderten Schreibung‘ in systematischer Abweichung vom Amtlichen Regelwerk der deutschen Rechtschreibung für schriftliche Leistungen der Studierenden und die Berücksichtigung ,gegenderter Schreibung‘ bei deren Bewertung durch Lehrende von der Wissenschaftsfreiheit der Lehrenden und der Hochschulen gedeckt ist. Hochschulen und Lehrende haben die Freiheit des Studiums nicht nur bei der Wahl von Lehrveranstaltungen, sondern auch bei der Erarbeitung und Äußerung wissenschaftlicher Meinungen der Studierenden zu beachten und zu schützen.“
2023 bekräftigte der Rat seine Ablehnung von Genderzeichen mit der Begründung, dass Sonderzeichen innerhalb von Wörtern die Verständlichkeit, die Lesbarkeit, die Vorlesbarkeit und die automatische Übersetzbarkeit beeinträchtigten; auch die Eindeutigkeit und Rechtssicherheit von Begriffen und Texten werde gefährdet.

## Zusammensetzung

Deutsch ist (ko-)offizielle Amtssprache (de jure oder de facto) und Muttersprache der Bevölkerungsmehrheit
Deutsch ist eine ko-offizielle Amtssprache, doch nicht Muttersprache der Bevölkerungsmehrheit
Deutsch (oder eine Varietät des Deutschen) ist eine rechtlich anerkannte Minderheitensprache (als Quadrat markiert, wenn die geografische Verteilung zu dünn oder klein für den Kartenmaßstab ist)
Deutsch (oder eine Varietät des Deutschen) wird von einer nennenswerten Minderheit gesprochen, hat jedoch keinen rechtlichen Status

### Mitgliedsstaaten und Territorien
- Deutschland: 18 Ratsmitglieder
- Österreich: 9 Ratsmitglieder
- Schweiz: 9 Ratsmitglieder
- Südtirol: 1 Ratsmitglied
- Deutschsprachige Gemeinschaft Belgiens: 1 Ratsmitglied
- Liechtenstein: 1 Ratsmitglied
- Luxemburg: 1 Beobachter (ohne Stimmrecht)

### Vorsitz
- Hans Zehetmair (2004 – 2016) (ohne Stimmrecht)
- Josef Lange (2017 – 2023, 2024 – 2029) (ohne Stimmrecht) Lange wurde am 15. Dezember 2023 auf einer Ratssitzung in Mainz einstimmig für eine zweite Amtszeit wiedergewählt, die am 1. Januar 2024 beginnt und sechs Jahre dauert.[25]

### Der Rat
Der Rat besteht aus insgesamt 41 Mitgliedern, wovon 39 stimmberechtigt sind. 18 von ihnen kommen aus Deutschland, jeweils 9 aus Österreich und der Schweiz sowie je 1 Vertreter aus Liechtenstein, Südtirol und der Deutschsprachigen Gemeinschaft Belgiens. Beschlüsse werden mit einer Zweidrittelmehrheit gefasst. Der Rat konstituierte sich erstmals am 17. Dezember 2004.
Die Mitglieder sind im Rat ehrenamtlich tätig. Der Rat tritt mindestens zwei Mal pro Jahr zu Plenumssitzungen in Mannheim zusammen; Arbeitsgruppen tagen je nach Erfordernis.
Die Koordination der Ratsarbeit und Öffentlichkeitsarbeit erfolgt durch die Geschäftsstelle des Rats. Diese ist am Leibniz-Institut für Deutsche Sprache in Mannheim angesiedelt.
Vorsitzender war zunächst der ehemalige bayerische Kultusminister Hans Zehetmair (2004–2017). Seine Nachfolge trat am 1. Januar 2017 Josef Lange an.
Luxemburg, das bereits an der Ausarbeitung der Reform nicht teilnahm, die reformierte deutsche Rechtschreibung jedoch durch Regierungsdekret an den luxemburgischen Schulen einführte, beteiligt sich lediglich durch ein kooptiertes Mitglied ohne Stimmrecht am Rat für deutsche Rechtschreibung. Othon Neuens, beigeordneter Inspektor im Bildungsministerium, erklärte hierzu im August 2004, die neue Rechtschreibung werde von den Luxemburger Lehrern und Schülern wegen ihrer Vereinfachungen gut akzeptiert. Luxemburg habe jedoch als „nicht deutschsprachiges Land“ leider kein Recht darauf, mitzuentscheiden, in welche Richtung es nun weitergehe. Im Gegensatz zu dieser Grundeinstellung, dass Deutsch und Französisch lediglich „Amtssprachen“, jedoch keine „Nationalsprachen“ (wie das Luxemburgische) sind, ist das Großherzogtum allerdings Mitglied der Frankophonie und hat Mitglieder in der Académie française. Außerdem nimmt der luxemburgische Großherzog an den jährlichen Treffen der deutschsprachigen Staaten teil.

## Gleichnamiger Verein
Von der hier beschriebenen Institution ist der 2004 in München gegründete Verein Rat für deutsche Rechtschreibung e. V. zu unterscheiden.